# Specklinia muscoidea
Specklinia muscoidea är en orkidéart som först beskrevs av John Lindley, och fick sitt nu gällande namn av Carlyle August Luer. Specklinia muscoidea ingår i släktet Specklinia och familjen orkidéer. Inga underarter finns listade i Catalogue of Life.